# Phylloxera depressa
Phylloxera depressa är en insektsart som först beskrevs av Shimer 1869.  Phylloxera depressa ingår i släktet Phylloxera och familjen dvärgbladlöss. Inga underarter finns listade i Catalogue of Life.